# Cloruro de litio
El cloruro de litio, cuya fórmula química es LiCl, es una sal formada por cloro y litio en proporción 1:1. Se comporta como un compuesto iónico típico (tiene características parecidas a la sal común), aunque el ion Li+ es muy pequeño. Es un compuesto inorgánico. Presenta una gran avidez por el agua, es decir, posee una elevada higroscopicidad, por lo que es un muy buen secante. Es más soluble en disolventes orgánicos polares como el metanol y la acetona que el cloruro sódico o el cloruro potásico.

## Propiedades químicas

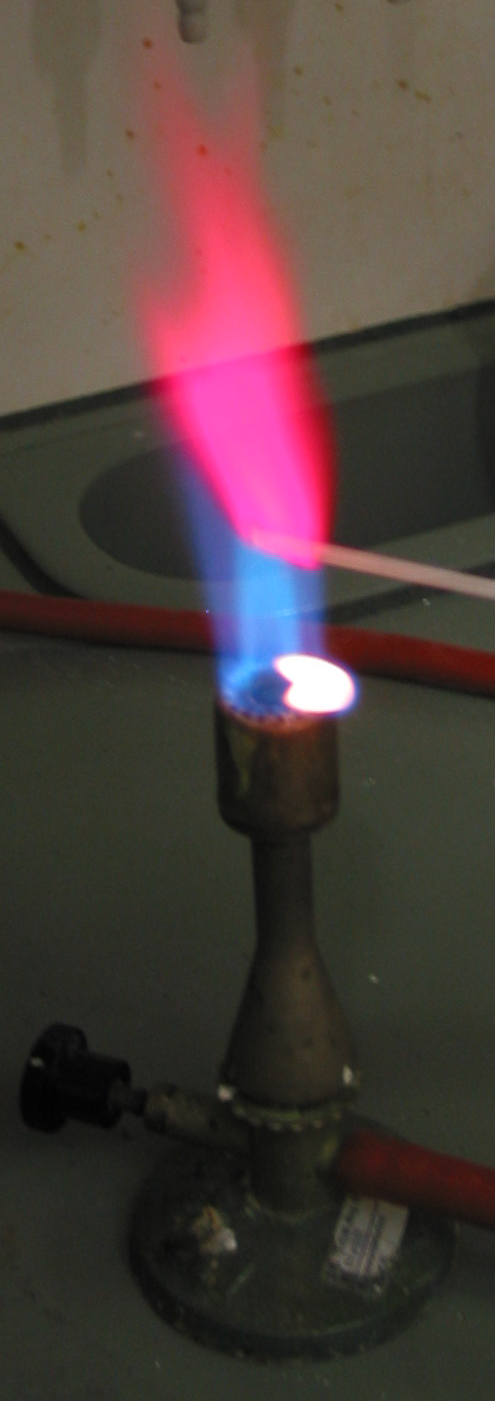
Color producido cuando se calienta a la llama el cloruro de litio

El cloruro de litio puede proporcionar una fuente de iones de cloruro. Como cualquier otro cloruro iónico soluble, precipita cloruros cuando es añadido a una disolución de una cierta sal metálica, como el nitrato de plomo (II):
{\displaystyle \mathrm {2\ LiCl(ac)+Pb(NO_{3})_{2}(ac)\longrightarrow PbCl_{2}(s)+2\ LiNO_{3}(ac)} }
Otro ejemplo, es la formación de un precipitado tras el tratamiento con nitrato de plata:
{\displaystyle \mathrm {LiCl(ac)+AgNO_{3}(ac)\longrightarrow AgCl(s)+LiNO_{3}(ac)} }
El ion Li+ actúa como un ácido de Lewis débil bajo ciertas circunstancias. Por ejemplo, un mol de cloruro de litio es capaz de absorber algo más de 4 moles de amoníaco.
La sal forma hidratos cristalinos, a diferencia de otros cloruros de metales alcalinos. Se conocen mono, tri y pentahidratos. La sal anhidra se puede regenerar calentando los hidratos.

## Obtención
El cloruro de litio puede prepararse haciendo reaccionar una disolución acuosa de hidróxido de litio o carbonato de litio con ácido clorhídrico. También puede obtenerse mediante la reacción (altamente exotérmica) del litio metálico con cloro o cloruro de hidrógeno gaseoso anhidro.
Solo la reacción del carbonato de litio con ácido clorhídrico con concentración posterior por cristalización de cloruro de litio en evaporadores al vacío es actualmente técnicamente relevante:
{\displaystyle \mathrm {LiOH+HCl\longrightarrow LiCl+H_{2}O} }
{\displaystyle \mathrm {Li_{2}CO_{3}+2\ HCl\longrightarrow 2\ LiCl+H_{2}O+CO_{2}\uparrow } }
Además, el cloruro de litio es a menudo un subproducto de la síntesis organometálica (metátesis de sal).
Dado que la síntesis en medios acuosos siempre da como resultado un compuesto cristalino que contiene agua en condiciones ambientales, la sal anhidra da la forma hidratada al hacerlo reaccionar con cloruro de tionilo según la siguiente reacción:
{\displaystyle {\ce {LiCl * H2O + SOCl2 -> LiCl + SO2 + 2 HCl}}}

## Usos
El cloruro de litio se usa principalmente en la producción del litio metálico mediante electrólisis de LiCl/KCl fundido a 450 °C. El LiCl se usa también como fundente en las soldaduras de aluminio realizadas en los automóviles. Se utiliza como desecante para secar corrientes de aire. En aplicaciones más especializadas, el cloruro de litio encuentra algún uso en la síntesis orgánica, por ejemplo, como aditivo en la reacción de Stille. Además, en aplicaciones bioquímicas, puede usarse para precipitar ARN de extractos celulares.
También posee usos cotidianos como en la creación de fuegos pirotécnicos, ya que produce llamas de color rojo oscuro.
El LiCl fundido se usa para la preparación de nanotubos de carbono, grafeno y niobato de litio.

## Fabricantes
- Sigma-Aldrich
- Alfa Archivado el 23 de agosto de 2005 en Wayback Machine.
- Fisher
- VWR
- Strem

## Precauciones
Las sales de litio afectan el sistema nervioso central de varias maneras. Mientras que las sales de citrato y carbonato se usan actualmente para tratar el trastorno bipolar, otras sales de litio, incluido el cloruro, se usaron en el pasado. Durante un corto período de tiempo en la década de 1940, el cloruro de litio se fabricó como un sustituto de la sal, pero esto se prohibió después de que se reconocieron los efectos tóxicos del compuesto.